# 玉山里 (新竹縣)
玉山里為臺灣新竹縣關西鎮東南部的一里。位於鳳山溪溪流域的山地，下設17鄰，人口493人，是關西鎮人口最少的里。舊稱為赤柯山，因山上赤柯樹木茂盛而得其名。
過去因里內的帽盆山中有石灰石，而吸引台泥、亞泥、玉山等公司設立採石礦場，更因挖礦產業而興盛的村里，然因政府引導水泥產業東移，西部停止採礦下，而逐漸沒落，只留下運送礦石至亞泥橫山廠的高空纜車。